# Han Gan

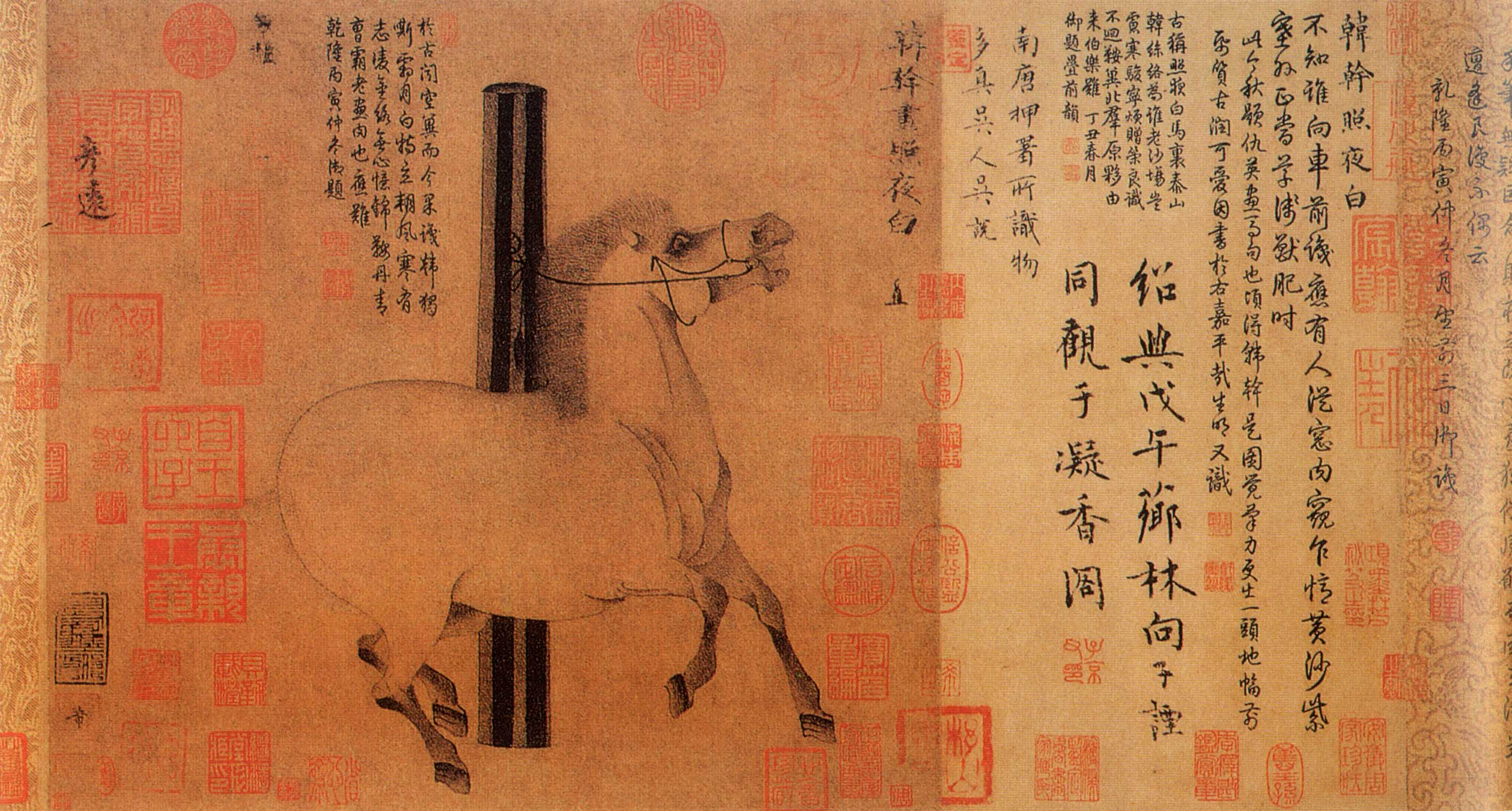
Zhaoyebaitu, ze zbiorów Metropolitan Museum of Art. Tusz na papierze, 30,8×34 cm.

Han Gan (chiń. 韓幹) – tworzący w VIII wieku malarz chiński.
Pochodził z ubogiej rodziny. Został przygarnięty przez Wang Weia, który opłacił jego edukację u cenionego malarza Cao Ba. Później tworzył jako nadworny malarz cesarza Xuanzonga. Zdobył sobie sławę jako malarz koni, który potrafił oddać nie tylko fizyczny wygląd konia, ale także jego ducha. Niewiele jego prac przetrwało. Najsłynniejszą z nich jest portret ulubionego wierzchowca Xuanzonga, Zhaoyebaitu, znajdujący się obecnie w zbiorach Metropolitan Museum of Art w Nowym Jorku.